# Spreebögen bei Briescht
Das Naturschutzgebiet Spreebögen bei Briescht liegt auf dem Gebiet der Gemeinde Tauche im Landkreis Oder-Spree in Brandenburg.
Das Gebiet mit der Kenn-Nummer 1447 steht seit dem 26. Juni 2002 unter Naturschutz. Das rund 110 ha große Naturschutzgebiet erstreckt sich südöstlich von Briescht, einem Ortsteil der Gemeinde Tauche, entlang der Spree. Südöstlich davon, Spree-abwärts und auf der anderen Seite der Bundesstraße 87 befindet sich das rund 108 ha große Naturschutzgebiet Alte Spreemündung.